# Боно, Сонни
Сальвато́ре Фи́ллип «Со́нни» Бо́но (англ. Salvatore Phillip “Sonny” Bono, 16 февраля 1935, Детройт, Мичиган, США — 5 января 1998, Стейтлайн, округ Дуглас, Невада) — американский автор-исполнитель, вместе со своей женой Шер составивший популярный в конце 1960-х — начале 1970-х дуэт Сонни и Шер.
В 1988 году начал политическую карьеру, был мэром города Палм-Спрингс, а затем членом Палаты представителей США.
Также известен как музыкальный продюсер и актёр.

## Биография
Боно родился в 1935 году в Детройте в семье итальянских иммигрантов.
Свою музыкальную карьеру он начал в конце 1950-х годов в звукозаписывающей компании Specialty Records, где писал песни для известных исполнителей. В начале 1960-х годов Боно сотрудничал с известным продюсером Филом Спектором. Одну из своих наиболее известных песен, «Needles and Pins», Боно написал в 1962 году совместно с джазовым музыкантом Джеком Ницше.
Коммерчески успешным стал дуэт Боно и его жены Шер — Сонни и Шер. Сонни написал и спродюсировал целую серию хитов, включая «I Got You Babe», «A Cowboy’s Work Is Never Done», «Little Man» и «Bang Bang (My Baby Shot Me Down)». Сонни и Шер выступали дуэтом с 1964 по 1977 год. Их брак был расторгнут в 1975 году. Боно продолжил свою карьеру в качестве актёра, снявшись в ряде телевизионных сериалов и художественных фильмов, включая «Аэроплан II: Продолжение», «Тролль», «Лак для волос» и др.
При попытке открыть свой собственный ресторанный бизнес Боно столкнулся с многочисленными бюрократическими проволочками. Это заставило его вступить на политическую сцену. В 1988 году он стал мэром Палм-Спрингса в штате Калифорния и пребывал в этой должности до 1992 года. Будучи мэром, он основал проводящийся ныне ежегодно Международный кинофестиваль города Палм-Спрингса. В 1992 году Боно предпринял неудачную попытку баллотироваться в Сенат США от Республиканской партии. Однако в 1994 он был избран в Палату представителей, представляя штат Калифорния. Он поддержал законопроект о продлении срока охраны авторских прав в США, который посмертно в его честь был назван «Актом Сонни Боно».
Сонни Боно погиб 5 января 1998 года: спускаясь на лыжах с горы, он столкнулся с деревом. Ему было 62 года.
У него было четверо детей, в том числе общий с Шер ребёнок, Чез Боно.